# Süjbaataryn Batbold
Süjbaataryn Batbold o Süjbaatar Batbold (1963) es un político mongol del Partido del Pueblo que ocupó el cargo de primer ministro desde el 29 de octubre de 2009 hasta el 10 de agosto de 2012. Previamente fue ministro de Asuntos Exteriores en el gobierno de su predecesor, Sanjaagiin Bayar.

## Biografía
Batbol estudió en el Instituto Estatal de Relaciones Internacionales de Moscú entre 1980 y 1986. Además en 1991 cursó estudios en la London Business School. Entre 1988 y 2002 fue dirigente de varias empresas. Está divorciado y tiene cinco hijos.
Accedió al puesto de primer ministro tras la renuncia de Bayar por motivos de salud. Su candidatura fue presentada por el gobernante Partido Revolucionario del Pueblo de Mongolia y fue aprobada por el presidente Tsakhiagiin Elbegdorj. Se esperaba que en su mandato consiguera más inversiones para fomentar la explotación de los recursos mineros del país.
Desde julio de 2016, Batbold es el alcalde de Ulán Bator y gobernador del territorio capitalino.